# Oreohelicidae
Oreohelicidae är en familj av snäckor. Oreohelicidae ingår i ordningen landlungsnäckor, klassen snäckor, fylumet blötdjur och riket djur. Enligt Catalogue of Life omfattar familjen Oreohelicidae 47 arter.
Kladogram enligt Catalogue of Life:
| Oreohelicidae | \| \| Oreohelix \| \| \| \| \| \| Radiocentrum \| \| \| \| |
|               | \| \| Oreohelix \| \| \| \| \| \| Radiocentrum \| \| \| \| |
|               | Oreohelix                                                  |
|               |                                                            |
|               | Radiocentrum                                               |
|               |                                                            |